# Stavîșce, Brusîliv
Stavîșce (în ucraineană Ставище) este localitatea de reședință a comunei Stavîșce din raionul Brusîliv, regiunea Jîtomîr, Ucraina.

## Demografie
Componența lingvistică a localității Stavîșce
     Ucraineană (98,45%)
     Rusă (1,21%)
     Alte limbi (0,34%)
Conform recensământului din 2001, majoritatea populației localității Stavîșce era vorbitoare de ucraineană (98,45%), existând în minoritate și vorbitori de rusă (1,21%).